# Divino
Divino là một đô thị thuộc bang Minas Gerais, Brasil. Đô thị này có diện tích 338,716 km², dân số năm 2007 là 19245 người, mật độ 58,8 người/km².